# Harm von Seggern
Harm von Seggern (* 30. Juli 1964 in Oldenburg in Oldenburg) ist ein deutscher Historiker.

## Leben
Von 1985 bis 1993 studierte er Mittlere und Neuere Geschichte, Alte Geschichte und Geographie an der Universität Kiel. Er wurde 1985 Mitglied der AMV Albingia, einer nichtschlagenden, nicht farbentragenden, musischen Verbindung im Sondershäuser Verband. 1993 schloss er sein Studium mit dem Magisterexamen ab. Nach der Promotion 1999 war er von 2000 bis 2006 wissenschaftlicher Assistent von Gerhard Fouquet an der Professur für Wirtschafts- und Sozialgeschichte. Nach der Habilitation 2006 wurde ihm 2011 der Titel außerplanmäßiger Professor verliehen. Seit 2012 ist er wissenschaftlicher Mitarbeiter im Forschungsprojekt „Residenzstädte im Alten Reich (1300–1800)“ der Niedersächsischen Akademie der Wissenschaften zu Göttingen.
Seine Arbeits- und Interessenschwerpunkte sind Nachrichtengeschichte, Geschichte der Niederlande, Sozial- und Kulturgeschichte städtischer und adliger Oberschichten, Hansegeschichte, Rechtsgeschichte, Quellenkunde und Diplomatik des Spätmittelalters.

## Schriften (Auswahl)
- Geschichte der Burgundischen Niederlande. Kohlhammer, Stuttgart 2018.
- Quellenkunde als Methode. Zum Aussagewert der Lübecker Niederstadtbücher des 15. Jahrhunderts. Böhlau, Köln 2015.
- Herrschermedien im Spätmittelalter. Studien zur Informationsübermittlung im burgundischen Staat unter Karl dem Kühnen. Thorbecke, Ostfildern 2003.